# Oláh Károly (városi tanácsos)
Tokaji és nánási Oláh Károly (Debrecen, 1857. április 13. – Debrecen, 1910. február 20.) városi tanácsos.

## Élete
Oláh Károly ügyvéd, újságíró és Veskóczi Budaházy Zsuzsánna fia. Debrecenben született, ahol iskolai tanulmányai és a jog elvégzése után, jog és államtudományi vizsgákat tett.
1878-ban besoroztatott mint egyévi önkéntes és szolgálatát 1880-81-ben Grazban a császári és királyi 48. gyalogezredben teljesítette, ahol a tiszti vizsgát letevén, 1881-ben a császári és királyi 39. gyalogezredhez tiszteletbeli hadnaggyá nevezték ki. Ekkor Hajdú vármegye szolgálatába lépett. Élénk vágya volt a tényleges katonai szolgálatra, ezért 1889. szeptember 15-én áthelyeztetett a honvédséghez, ahol ez év augusztusában tartalékos főhadnagy lett, míg a polgári pályán I. aljegyzővé emelkedett. 1889. szeptember 16-án a nagyváradi IV. honvéd gyalogezredbe ténylegesítés végett próbaszolgálatba lépett és 1890. november 1-jén tényleges állományú főhadnaggyá neveztetett ki. 1892-ben végezte a brucki császári és királyi lövésziskolát, majd ott 1892-től 1895-ig mint oktató tiszt dolgozott. 
1895. októberben a Ludovika Akadémiában a fegyver- és lövésügy tanárává nevezték ki, ahol polgári szolgálatba lépéseig (1897-ig) tett szolgálatot. Mivel 1896. augusztus 10-én szülővárosa tanácsossá választotta, a honvédség tartalékába lépett át, ahol ugyanazon évben századossá lépett elő, majd 1897 végével saját kérelmére szolgálaton kívüli viszonyba helyeztetett át. 1903. január 1-jén Debrecen városánál közművelődési és közoktatási tanácsos lett és mint ilyen a színház felügyelője, a szegényügy vezetője, az iskolai ügyek rendezője. Ezen minőségében a tanyai és gazdasági ismétlő oktatás ügyét előkészítette és létesítette a siketnéma iskolát, amely 1903. október 12-én nyílt meg.
Előbb a szépirodalommal foglalkozott és első elbeszélése a Nagyváradban (1874) jelent meg; ezután a Debreczenbe folytatva írta elbeszéléseit és verseit. Csapatszolgálata alatt kiváló előszeretettel viseltetett a fegyver és lőszaktárgy iránt és e téren kiváló érdemeket szerzett magának. A Ludovika Akadémia Közlönyében is több e nemű közlései jelentek meg (1892. Az egyes szakasz- és század-kiképzés a brucki lövész-iskola oktató osztagánál, 1893. A fegyver- és lőutasításról) sat.

## Munkája
- Lőoktató. Budapest, 1895 (2. kiadás Budapest, 1895. ezer példányban)